# Amsterdam (New York)
 For alternative betydninger, se Amsterdam (flertydig). (Se også artikler, som begynder med Amsterdam)
Amsterdam er en by i den amerikanske delstat New York. Byen har 18.219(2020) indbyggere og ligger i det amerikanske county Montgomery County. Den ligger ved floden Mohawk, en biflod til Hudson-floden.
Den amerikanske skuespiller Kirk Douglas var født i Amsterdam.